# Ike's Rap II
Ike's Rap II est une chanson d'Isaac Hayes présente dans une version medley sur le double album Black Moses (1971).
Cette chanson est une reprise adaptée de Daydream (1969) du groupe de rock belge Wallace Collection. Composée par Sylvain Vanholme, cette chanson est largement inspirée par le ballet Le Lac des Cygnes de Piotr Ilitch Tchaïkovski.
Les chansons Glory Box (1994) de Portishead,  Hell Is Round the Corner (1995) de Tricky et Here (2015) de Alessia Cara samplent cette chanson.